# Október 2.
Október 2. az év 275. (szökőévben 276.) napja a Gergely-naptár szerint. Az évből még 90 nap van hátra.
Névnapok: Petra + Berengár, Örs, Petrina, Tamás, Tomaj

## Események
- 1187 – Szaladin, Egyiptom és Szíria uralkodója elfoglalja Jeruzsálemet, ezzel okot ad a III. keresztes háború megindítására.
- 1377 – Péter korábbi győri püspök elfoglalja a veszprémi püspöki széket.[1]
- 1413 – Lengyelország és Litvánia megköti a horodłói uniót.[2]
- 1472 – I. Mátyás király Kisszeben városát Kassa és Buda városok kiváltságával ruházza fel.
- 1604 – Kitör a Bocskai-felkelés.
- 1848 – Lemond az első felelős magyar kormány (Batthyány Lajos kormánya).
- 1849 – Komárom erődjét, hosszas alku után Klapka György átadja az osztrákoknak.
- 1850 – Neszmély parasztsága rátámad a bordézsma behajtóira.
- 1889 – Megrendezik az első Pánamerikai Kongresszust Washingtonban.
- 1900 – Házasságot kötött Albert flamand gróf, belga királyi herceg és Wittelsbach Erzsébet hercegnő.
- 1910 – Első alkalommal ütközik össze két repülőgép. (Milánó fölött).
- 1914 – Hermann Kusmanek von Burgneustädten gyalogsági tábornok, Przemyśl várparancsnoka visszautasítja a bolgár származású Radko Dimitrijev altábornagynak, a 3. orosz hadsereg parancsnokának az erőd feladására vonatkozó követelését.[3]
- 1924 – A Népszövetség elfogadja a nemzetközi viták békés rendezéséről szóló genfi jegyzőkönyvet.
- 1938 – Megkezdi működését az első gázturbina, a Jendrassik Cs–1. (A turbinát Jendrassik György szabadalmaztatta 1928-ban.)
- 1938 – Lengyel csapatok elfoglalják a Csehszlovákiához tartozó Teschent.
- 1941 – Megkezdődik a moszkvai csata („Tájfun-hadművelet”).
- 1944
  - Német csapatok leverik a varsói felkelést.
  - Székelyföldön helyreállítják az 1940 előtti román királyi közigazgatást.
- 1945 – Csehszlovákiában megalakul az árulók és a kollaboránsok elítélésére hivatott nemzeti bíróság.[4]
- 1955 – Romániában Gheorghe Gheorghiu-Dejt Chivu Stoica váltja a kormányfői poszton.
- 1956 – Üzembe állítják az első atommeghajtású órát (New York City-ben).
- 1957 – A lengyel kormány javaslatot tesz egy közép-európai atomfegyvermentes övezet létrehozására. (Az indítványt Adam Rapacki, lengyel külügyminiszter terjeszti be az ENSZ közgyűlésének 12. ülésszakán (Rapacki-terv). Az Egyesült Államok és az NSZK elutasítja, az NDK támogatja a tervet.)[5]
- 1972 – Dánia a Közös Piacba való belépés mellett dönt.
- 1979 – II. János Pál pápa felszólal az ENSZ közgyűlésén.
- 1988 – Véget ér a szöuli olimpia.
- 1991 – F. Viehböck, az első osztrák és T. Aubakirov, az első kazah űrhajósok elindulnak a Mir űrállomásra a Szojuz–TM13 űrhajóval.
- 1992 – John Shalikashvili tábornok (SACEUR) felavatja az Európai Szövetséges Főparancsnokság alá tartozó új gyorsreagálású hadtestet (ARRC) a németországi Bielefeldben.
- 1994 – A nagycenki kisvasút utolsó üzemnapja.
- 1995 – A horvátok és a szerbek között megegyezés jön létre arról, hogy Kelet–Szlavóniát átmeneti időszak után horvát fennhatóság alá helyezik.
- 1996 – Első alkalommal akkreditál Magyarország Taskentbe (Üzbegisztán) nagykövetet, miután Magyarország elismerte a FÁK-ot.
- 1996 – A WEU Tanácsa döntést hoz a Jugoszláv Szövetségi Köztársaság elleni dunai embargónak érvényt szerző művelet befejezéséről.
- 1997 – Aláírják az Amszterdami szerződést, mely átalakítja az Európai Unió politikáját és jogköreit.
- 2000 – Az EU a kergemarha-kór terjedése miatt megtiltja marhák, juhok vagy kecskék különböző szerveinek felhasználását, eladását és feletetését.
- 2002 – Az Országgyűlés Környezetvédelmi Bizottsága tárgyalja a Sólyom László, az Alkotmánybíróság volt elnöke által készített törvényjavaslatot a jövő nemzedékek ombudsmanjáról, aki a törvények, döntések több évtizedes hatását vizsgálná.
- 2006
  - Perl Westerberg lesz a svéd parlament, a Riksdag házelnöke.
  - Pennsylvania állambeli Nickel Mines településen, az amish vallási közösség iskolájában hat halálos áldozatot követel az a lövöldözés, amely egy túszszedő akció közben tört ki. (Az áldozatok között volt az ámokfutó is.)[6]
- 2009 – Koppenhágában a Nemzetközi Olimpiai Bizottság a 2016. évi nyári olimpiai játékok házigazdájának Rio de Janeirót választja.[7]
- 2014 – A török parlament – 298 igen és 98 nem szavazattal, egy év időtartamra – felhatalmazást ad az Ahmet Davutoğlu vezette kormánynak, hogy szárazföldi csapatokat és katonai eszközöket vessen be a szomszédos Szíriában és Irakban terrorista csoportok ellen, továbbá hogy – a terrorellenes küzdelem érdekében – külföldi katonák használják az ország támaszpontjait, és Törökországból induljanak bevetésekre ebből a célból.[8]
- 2016 – A nem magyar állampolgárok az országba történő kötelező betelepítésével kapcsolatos népszavazás Magyarországon, melyen a részvételi arány 44%, az érvényes szavazatok aránya 41%, ez utóbbin belül a „nem” szavazatok aránya 98% lett.[9] (Az urnákhoz járulók az „Akarja-e, hogy az Európai Unió az Országgyűlés hozzájárulása nélkül is előírhassa nem magyar állampolgárok Magyarországra történő kötelező betelepítését?” kérdésre válaszolhattak igennel vagy nemmel.)[10][11]
- 2018 – Eltűnik Dzsamál Hasogdzsi újságíró.
- 2020 – Elindul a távozott indexesek által indított online lap, a telex.hu.[12]
- 2023 – Fiziológiai és orvostudományi kategóriában Karikó Katalin magyar biokémikusnak és kollégájának, Drew Weissman amerikai mikrobiológusnak ítélik oda a Nobel-díjat. Az  indoklás szerint a módosított nukleozidokkal kapcsolatos felfedezéseikkel érdemelték ki az elismerést, amelyek lehetővé tették a Covid19 elleni hatékony mRNS-vakcinák kifejlesztését. Tíz magyar tudós és alkotó után Karikó Katalin szerezte meg a tizenegyedik magyar Nobel-díjat, egyben ő az első magyar Nobel-díjas nő.[13][14][15]

## Sportesemények
Formula–1
- 1966 –  amerikai nagydíj, Watkins Glen – Győztes: Jim Clark  (Lotus BRM)
- 1977 –  amerikai nagydíj - Kelet, Watkins Glen – Győztes: James Hunt  (McLaren Ford)
- 1988 –  spanyol nagydíj, Jerez - Győztes: Alain Prost   (McLaren Honda Turbo)
- 2016 –  maláj nagydíj, Sepang International Circuit, Kuala Lumpur- Győztes: Daniel Ricciardo  (Red Bull TAG Heuer)

Más
- 2011 – A 2011-es női röplabda-Európa-bajnokság zárónapja.

## Születések
- 1452 – III. Richárd angol király († 1485)
- 1616 – Andreas Gryphius német költő és színműíró, a német barokk irodalom kiemelkedő alakja († 1664).
- 1832 – Edward Burnett Tylor angol antropológus († 1917)
- 1847 – Paul von Hindenburg német császári tábornok, I. világháborús hadvezér, politikus, Németország köztársasági elnöke († 1934)
- 1851 – Ferdinand Foch francia marsall, I. világháborús főparancsnok († 1929)
- 1852 – William Ramsay Nobel-díjas brit kémikus († 1916)
- 1869 – Mahátma Gandhi (er. Móhandász Karamcsand Gandhi) az indiai függetlenségi mozgalom vezéralakja († 1948)
- 1871 – Cordell Hull Nobel-békedíjas amerikai politikus, külügyminiszter († 1955)
- 1882 – Borisz Mihajlovics Saposnyikov szovjet marsall († 1945)
- 1897 – François Claessens, olimpiai ezüstérmes belga tornász († 1971)
- 1898 – Szilágyi László magyar költő, író, újságíró († 1942)
- 1903 – Maszlay Lajos olimpiai bronzérmes, világbajnok vívó († 1979)
- 1904 – Graham Greene amerikai író († 1991)
- 1911 – Baróti Dezső irodalomtörténész († 1994)
- 1916 – Váradi Balogh László magyar színész, író († 2000)
- 1917 – Harmatta János Széchenyi-díjas klasszika-filológus, nyelvész, az MTA tagja († 2004)
- 1919 – Jan Flinterman holland autóversenyző († 1992)
- 1921 – Giorgio Scarlatti olasz autóversenyző († 1990)
- 1921 – Mike Nazaruk amerikai autóversenyző († 1955)
- 1925 – Paul Goldsmith amerikai autóversenyző
- 1926 – Székely György Széchenyi-díjas orvos, neurológus, egyetemi tanár, az MTA tagja († 2017)
- 1933 – Michel Plasson francia karmester
- 1935 – Paul Goma román író († 2020)
- 1937 – Horesnyi László Jászai-díjas magyar színész († 2018)
- 1940 – Nanni Galli (Giovanni Giuseppe Gilberto Galli) olasz autóversenyző († 2019)
- 1942 – Váli Dezső magyar festőművész
- 1945 – Martin Hellman amerikai kriptográfus
- 1948 – Avery Brooks amerikai színész
- 1949 – Annie Leibovitz amerikai fotográfus
- 1949 – Michael Bleekemolen holland autóversenyző
- 1950 – Szurdi Miklós magyar színész, rendező, színházigazgató, forgatókönyvíró († 2024)
- 1951 – Sting (er. neve Gordon Sumner) angol zenész, zeneszerző, színész
- 1954 – Lorraine Bracco amerikai színésznő
- 1954 – Spindler Béla Jászai Mari-díjas magyar színész, érdemes művész, a kaposvári Csiky Gergely Színház örökös tagja († 2018)
- 1958 – Simorjay Emese magyar színművésznő
- 1962 – Bánföldi Zoltán, festőművész
- 1964 – Vitalie Vrabie moldovai politikus, közigazgatási-, majd védelmi miniszter
- 1970 – Erős Antónia magyar újságíró, televíziós műsorvezető
- 1970 – Patricia O’Callaghan ír származású kanadai opera- és kabaréénekesnő
- 1976 – Kozma Orsolya magyar énekesnő
- 1976 – Kulcsár Anita magyar kézilabdázó († 2005)
- 1979 – Yann Cucherat francia tornász
- 1982 – Marouan Benabdallah marokkói születésű, Magyarországon működő zongoraművész
- 1983 – Alexei Bell kubai baseballjátékos
- 1984 – Marion Bartoli francia teniszező
- 1986 – Adam Vojtěch cseh ügyvéd, demokrata párti politikus, egészségügyi miniszter
- 1988 – Huszák Tamás magyar labdarúgó, jelenleg a Debreceni VSC játékosa
- 1989 – Danny McCarthy amerikai színész
- 1992 – Valentin Tanner svájci curlingjátékos

## Halálozások
- 1761 – Mikes Kelemen, II. Rákóczi Ferenc kamarása, író, műfordító. (* 1690)
- 1914 – Sámuel Kornél magyar szobrászművész (* 1883)
- 1920 – Max Bruch német zeneszerző és karmester (* 1838)
- 1927 – Svante August Arrhenius Nobel-díjas svéd kémikus (* 1859)
- 1933 – Rátkay László ügyvéd, népszínműíró (* 1853)
- 1933 – Borsos Károly református pedagógus, gimnáziumi és főiskolai tanár, a Mezőtúri Református Kollégium igazgatója, klasszika-filológus, vallásfilozófus, szabadkőműves (* 1871)
- 1946 – Cziáky Endre magyar gazdálkodó, kisgazda politikus, nemzetgyűlési képviselő (1945–1946) (* 1898)
- 1951 – Kozma István honvéd vezérőrnagy, a székely határvédelmi erők parancsnoka (* 1896)
- 1953 – Szép Ernő magyar költő, író, színműíró (* 1884)
- 1965 – Vaszary Piri magyar színésznő, filmszínésznő (* 1901)
- 1966 – Lesznai Anna magyar író, költő, grafikus, iparművész (* 1885)
- 1968 – Marcel Duchamp francia festő, képzőművész (* 1887)
- 1973 – Paavo Nurmi finn futóbajnok, többszörös olimpiai aranyérmes (* 1897)
- 1974 – Vaszilij Makarovics Suksin orosz író, színész, filmrendező (* 1929)
- 1977 – Réthy Zoltán magyar orvos, szakíró, irodalomszervező (* 1895)
- 1980 – A. Tóth Sándor magyar festőművész bábművész, rajztanár (* 1904)
- 1985 – George Savalas amerikai színész (* 1924)
- 1985 – Rock Hudson négyszeres Golden Globe-díjas amerikai színész (* 1925)
- 1998 – Olivier Gendebien belga autóversenyző (* 1924)
- 2003 – Gunther Philipp (er. Gunther Placheta) román születésű osztrák színész (* 1918)
- 2008 – Csiki László magyar író, költő, műfordító (* 1944)
- 2009 – Marek Edelman, a varsói gettófelkelés utolsó parancsnoka (* 1919)
- 2011 – Schulek Ágoston magyar edző, a Magyar Atlétikai Szövetség elnöke (* 1943)
- 2014 – Lázár György kommunista politikus, miniszterelnök (1975–1987) (* 1924)
- 2019 – Balogh Tamás magyar színész, a zalaegerszegi Hevesi Sándor Színház örökös tagja (* 1944)
- 2019 – Csík Ferenc magyar labdarúgó, középpályás (* 1962)
- 2022 – Szakcsi Lakatos Béla Kossuth-díjas magyar zongoraművész és zeneszerző, a nemzet művésze (* 1943)

## Nemzeti ünnepek, emléknapok, világnapok
- 1958 óta a Guineai Köztársaság nemzeti ünnepe – a Franciaországtól való függetlenné válás napja
- 1993 óta a sztómások világnapja
- Az erőszakmentesség világnapja (ENSZ által elfogadott, Mahátma Gandhi születésének emlékére) (2007 óta)
- Gandhi Essay - India Celebrates 2nd October As A Gandhi Jayanti.

## Október 2.
Őrangyalok Ünnepe: az őrangyalok személyek, közösségek oltalmára rendelt teremtmények, hírnökök ." A Római Katekizmus szerint az angyalok szellemi teremtmények, szünet nélkül dicsőítik Istent, és szolgálják az üdvözítő tervét, körülveszik Krisztust, akit üdvözítő küldetésében szolgálnak. Az Őrangyalok ünnepe hódolat Istennel szemben, aki szeretetből angyalát küldi szolgálatunkra és védelmünkre"